# Lista de jogadores brasileiros na NBA
Este artigo traz uma lista com todos os jogadores brasileiros que já jogaram na NBA, bem como dados estatísticos dos mesmos atuando nesta liga.
Até junho de 2019, 22 jogadores brasileiros haviam sido Draftados por alguma franquia da NBA, dos quais 18 atuaram pelo menos em 1 partida.

## Histórico
No dia 8 de junho de 1976, o brasileiro Marquinhos Abdalla, foi draftado na 162ª posição pelo Portland Trail Blazers. Ele foi o primeiro brasileiro a ser recrutado pela NBA. Porém, ele preferiu continuar defendendo a seleção brasileira e recusou ao convite. Na época, apenas jogadores amadores poderiam jogar pelas seleções nacionais. E como jogador da NBA, ele seria considerado jogador profissional. Uma curiosidade é que, naquela temporada de 1976/77, o Portland Trail Blazers seria campeão - sem Marquinhos.
8 anos depois, Oscar Schmidt foi selecionado pelo New Jersey Nets na sexta rodada do famoso draft da NBA de 1984, mas, pelo mesmo motivo de Marquinhos Abdalla, também declinou o convite.
O Brasil só iria de fato ter seu primeiro representante na NBA, em 1988. Na época, Rolando Ferreira foi escolhido no Draft pelo Portland Trail Blazers, franquia pela qual entrou em quadra 12 vezes.
3 anos depois (1991), Pipoka seria o segundo brasileiro na NBA. Ele, porém, só entraria em quadra uma única vez marcando dois pontos e fazendo duas assistências..
Até os anos 2000, esses seriam os únicos representantes do Brasil na NBA. O Brasil só viria a, de fato, ter representatividade na NBA a partir de 2002, quando o pivô Nenê Hilário foi draftado pelo Denver Nuggets. Desde então, em todo ano, o Brasil teve pelo menos 3 jogadores na NBA, chegando ao auge de nove jogadores nas temporadas 2015-16 e 2016-17.
Uma curiosidade é que, em 2005, Lucas Tischer foi draftado pelo Phoenix Suns, mas não chegou a disputar nenhuma partida na NBA. O mesmo ocorreu com Paulão Prestes, em 2010, quando foi selecionado pelo Minnesota Timberwolves na 45ª posição do draft da NBA daquele ano, mas não disputou nenhuma partida na maior liga de basquete do mundo.
| #  | Jogador                 | Participação no Draft | Posição de Escolha                                | 1.ª Temporada na NBA |
| -- | ----------------------- | --------------------- | ------------------------------------------------- | -------------------- |
| 1  | Rolando Ferreira Junior | Draft de 1988         | 26.ª escolha                                      | 1988/89              |
| 2  | Pipoka                  | Draft de 1988         | Não foi draftado. Entrou na NBA como agente livre | 1988/89              |
| 3  | Nenê Hilário            | Draft de 2002         | 7.ª escolha                                       | 2002/03              |
| 4  | Leandrinho              | Draft de 2003         | 28.ª escolha                                      | 2003/04              |
| 5  | Alex Garcia             | Draft de 2002         | Não foi draftado. Entrou na NBA como agente livre | 2003/04              |
| 6  | Rafael "Bábby" Araújo   | Draft de 2004         | 8ª escolha                                        | 2004/05              |
| 7  | Anderson Varejão        | Draft de 2004         | 30.ª escolha                                      | 2004/05              |
| 8  | Marquinhos              | Draft de 2006         | 43.ª escolha                                      | 2006/07              |
| 9  | Tiago Splitter          | Draft de 2007         | 28.ª escolha                                      | 2007/08              |
| 10 | Fab Melo                | Draft de 2012         | 22.ª escolha                                      | 2012/13              |
| 11 | Scott Machado*          | Draft de 2012         | Não foi draftado. Entrou na NBA como agente livre | 2012/13              |
| 12 | Vitor Faverani          | Draft de 2009         | Não foi draftado. Entrou na NBA como agente livre | 2013/14              |
| 13 | Lucas Bebê              | Draft de 2013         | 16.ª escolha                                      | 2013/14              |
| 14 | Raulzinho               | Draft de 2013         | 47.ª escolha                                      | 2013/14              |
| 15 | Bruno Caboclo           | Draft de 2014         | 20.ª escolha                                      | 2014/15              |
| 16 | Cristiano Felício       | Draft de 2014         | Não foi draftado. Entrou na NBA como agente livre | 2015/16              |
| 17 | Marcelinho Huertas      | Draft de 2005         | Não foi draftado. Entrou na NBA como agente livre | 2015/16              |
| 18 | Didi                    | Draft de 2019         | 35.ª escolha                                      | 2019/20              |
| 19 | Gui Santos              | Draft de 2022         | 55.ª escolha                                      | 2023/24              |
| 20 | Mãozinha Pereira        | Draft de 2022         | Não foi draftado. Entrou na NBA pela G-League     | 2023/24              |

| # | Jogador            | Participação no Draft | Posição de Escolha                                            |
| - | ------------------ | --------------------- | ------------------------------------------------------------- |
| 1 | Marquinhos Abdalla | Draft de 1976         | 176.ª escolha                                                 |
| 2 | Oscar Schmidt      | Draft de 1984         | 131.ª escolha                                                 |
| 3 | Lucas Tischer      | Draft de 2005         | Não foi draftado, mas sim convidado a fazer parte do plantel. |
| 4 | Paulão Prestes     | Draft de 2010         | 45.ª escolha                                                  |

## Conquistas Individuais
Na Temporada de 2006-07, Leandrinho Barbosa foi eleito o NBA Sixth Man of the Year atuando pelo Phoenix Suns.
Na temporada 2009-10, Anderson Varejão foi eleito para o NBA All-Defensive Second Team e ficou em terceiro no prêmio NBA Sixth Man of the Year.
Em 16 de junho de 2014, Tiago Splitter se tornou o primeiro brasileiro a conquistar um título da NBA. Nesta temporada, ele jogava pelo San Antonio Spurs.
Em 2015, Leandrinho seria o segundo brasileiro a participar de uma conquista de NBA.
Em 2016, Anderson Varejão fez história ao tornar-se o primeiro jogador na história a ter defendido os dois finalistas da NBA em um mesmo ano. No mesmo ano, tornou-se o primeiro brasileiro a estar em três finais da NBA, e também o primeiro brasileiro a vencer as duas conferências da NBA. No ano seguinte, atuando pelo Golden State Warriors, Varejão tornou-se o 3o jogador brasileiro a sagrar-se Campeão da NBA

## Brasileiros noAll-Star Weekend
O Brasil já teve 2 representantes na All-Star Weekend. Em 2003 e 2004,Nenê Hilário representou o Brasil no fim de semana das estrelas, para o duelo de novatos.
Em 2016, Raulzinho defendeu as cores do ‘Time Mundo' no duelo de novatos e segundo-anistas.
Tiago Spliter seria o terceiro. Em 2012, ele foi um dos selecionados para disputar o “Rising Stars”, partida que reúne novatos e jogadores que estão no segundo ano como profissionais. Uma lesão às vésperas deste evento, porém, o tirou desta partida.
Em 2017, Oscar Schmidt foi convidado, e participou do jogo das celebridades.

### All Star Game
Até hoje, nenhum brasileiro jogou o NBA All-Star Game. Quem chegou mais perto foi Anderson Varejão. Na temporada 2011-2012, ele viveu seu auge na NBA, chegando a ser cotado para ser o primeiro representante brasileiro no All-Star Game da NBA. Porém, por conta de uma embolia pulmonar sofrida no início de 2012, ele não pode jogar o restante da temporada, e por conseguinte, o All Star Game NBA All-Star Game.
Além da indicação técnica, um jogador pode ser eleito para o NBA All-Star Game via votação popular aberta. Segundo um levantamento feito pelo site "paixaonba.com.br", em 2016, os brasileiros que estiveram mais próximos de participar deste jogo, via votação, foram:
- 2010 - 3.º - Nenê Hilário (DEN) - 364.534 votos
- 2011 - 3.º - Nenê Hilário (DEN) - 599.044 votos
- 2012 - 4.º - Nenê Hilário (DEN) - 207.102 votos
- 2013 - 10.º - Anderson Varejão (CLE) - 149.246 votos

## Lista de jogadores por temporada
| Temporada | N. Jogadores     | Jogador (Franquia) |
| --------- | ---------------- | --- |
| 1988/89   | 1 Representante  | Rolando Ferreira (Portland Trail Blazers) |
| 1991/92   | 1 Representante  | Pipoka (Dallas Mavericks) |
| 2002/03   | 1 Representante  | Nenê Hilário (Denver Nuggets) |
| 2003/04   | 3 Representantes | Nenê Hilário (Denver Nuggets) Leandrinho (Phoenix Suns) Alex Garcia (San Antonio Spurs) |
| 2004/05   | 5 Representantes | Nenê (Denver Nuggets) Leandrinho (Phoenix Suns) Alex Garcia (New Orleans Hornets) Anderson Varejão (Cleveland Cavaliers) Rafael Araújo (Toronto Raptors) |
| 2005/06   | 5 Representantes | Nenê (Denver Nuggets) Leandrinho (Phoenix Suns) Anderson Varejão (Cleveland Cavaliers) Rafael Araújo (Toronto Raptors) Lucas Tischer (Phoenix Suns) |
| 2006/07   | 5 Representantes | Nenê (Denver Nuggets) Leandrinho (Phoenix Suns) Anderson Varejão (Cleveland Cavaliers) Rafael Araújo (Utah Jazz) Marquinhos (New Orleans Hornets) |
| 2007/08   | 4 Representantes | Nenê (Denver Nuggets) Leandrinho (Phoenix Suns) Anderson Varejão (Cleveland Cavaliers) Marquinhos (New Orleans/OKC Hornets) |
| 2008/09   | 3 Representantes | Nenê (Denver Nuggets) Leandrinho (Phoenix Suns) Anderson Varejão (Cleveland Cavaliers) |
| 2009/10   | 3 Representantes | Nenê (Denver Nuggets) Leandrinho (Phoenix Suns) Anderson Varejão (Cleveland Cavaliers) |
| 2010/11   | 4 Representantes | Nenê (Denver Nuggets) Leandrinho (Toronto Raptors) Anderson Varejão (Cleveland Cavaliers) Tiago Splitter (San Antonio Spurs) |
| 2011/12   | 4 Representantes | Nenê (Denver Nuggets e Washington Wizards) Leandrinho (Toronto Raptors e Indiana Pacers) Anderson Varejão (Cleveland Cavaliers) Tiago Splitter (San Antonio Spurs) |
| 2012/13   | 6 Representantes | Nenê (Washington Wizards) Leandrinho (Boston Celtics) Anderson Varejão (Cleveland Cavaliers) Tiago Splitter (San Antonio Spurs) Fab Melo (Boston Celtics) Scott Machado (Houston Rockets) |
| 2013/14   | 5 Representantes | Nenê (Washington Wizards) Leandrinho (Phoenix Suns) Anderson Varejão (Cleveland Cavaliers) Tiago Splitter (San Antonio Spurs) Vitor Faverani (Boston Celtics) |
| 2014/15   | 6 Representantes | Nenê (Washington Wizards) Leandrinho (Golden State Warriors) Anderson Varejão (Cleveland Cavaliers) Tiago Splitter (San Antonio Spurs) Lucas Nogueira (Toronto Raptors) Bruno Caboclo (Toronto Raptors) |
| 2015/16   | 9 Representantes | Nenê (Washington Wizards) Leandrinho (Golden State Warriors) Anderson Varejão (Cleveland Cavaliers e Golden State Warriors) Tiago Splitter (Atlanta Hawks) Lucas Nogueira (Toronto Raptors) Bruno Caboclo (Toronto Raptors) Cristiano Felício (Chicago Bulls) Raulzinho (Utah Jazz) Marcelinho Huertas (Los Angeles Lakers) |
| 2016/17   | 9 Representantes | Nenê (Houston Rockets) Leandrinho (Phoenix Suns) Anderson Varejão (Golden State Warriors) Tiago Splitter (Philadelphia 76ers) Lucas Nogueira (Toronto Raptors) Bruno Caboclo (Toronto Raptors) Cristiano Felício (Chicago Bulls) Raulzinho (Utah Jazz) Marcelinho Huertas (Los Angeles Lakers)                              |
| 2017/18   | 5 Representantes | Nenê (Houston Rockets) Bruno Caboclo (Toronto Raptors) Cristiano Felício (Chicago Bulls) Raulzinho (Utah Jazz) Lucas Bebê (Toronto Raptors) |
| 2018/19   | 5 Representantes | Nenê (Houston Rockets) Bruno Caboclo (Memphis Grizzlies) Cristiano Felício (Chicago Bulls) Raulzinho (Utah Jazz) Scoot Machado (Los Angeles Lakers) |
| 2019/20   | 3 Representantes | Bruno Caboclo (Memphis Grizzlies/Houston Rockets) Cristiano Felício (Chicago Bulls) Raulzinho (Philadelphia 76ers) |
| 2020/21   | 4 Representantes | Bruno Caboclo (Houston Rockets) Cristiano Felício (Chicago Bulls) Didi Louzada (New Orleans Pelicans) Raulzinho (Washington Wizards) |
| 2021/22   | 2 Representantes | Didi Louzada (New Orleans Pelicans/Portland Trail Blazers) Raulzinho (Washington Wizards) |
| 2022/23   | 1 Representante  | Raulzinho (Cleveland Cavaliers) |
| 2023/24   | 2 Representantes | Gui Santos (Golden State Warriors) Mãozinha Pereira (Memphis Grizzlies) |

### Campeões da NBA
- 2013-14 - Tiago Splitter: San Antonio Spurs
- 2014-15 - Leandrinho: Golden State Warriors[13]